# Пчельников, Игорь Владимирович
И́горь Влади́мирович Пче́льников (30 мая 1931, Москва, СССР — 26 июня 2021) — советский и российский живописец, народный художник Российской Федерации (2000), действительный член Российской Академии художеств (2007), художник-монументалист, живописец.

## Биография
В 1950 году окончил МСХШа в Москве, а в 1956 году — факультет монументальной живописи Ленинградского промышленного училища им. В. Мухиной. С 1959 года работал в Союзе художников. Игорь Пчельников принадлежит к плеяде мастеров, сыгравших важную роль в обновлении советской художественной культуры в 1960-х годах.
Основные работы в архитектуре:
- 1962 — росписи, мозаики во Дворце пионеров на Ленинских горах (в соавторстве с И. Лавровой, Г. Дервизом, А. Губаревым, Е. Аблиным)
- 1974 — цветные рельефы «Дружба народов» в банкетном зале в посольстве СССР в Париже (в соавторстве с И.Лавровой)
- 1978 — «Архитектура и искусство Москвы» — объемно-пространственная композиция в ресторане гостиницы «Москва» (в соавторстве с И. Лавровой)
- 1979 — цветные рельефы в интерьерах санатория «Южный Форос», Крым (в соавторстве с И.Лавровой)
- 1991 — «Москва — столица нашей Родины» — роспись в посольстве СССР, г. Либревиль, Габон
- 1993 — витраж в театре «Модерн», г. Москва
- 1999 — «Установка» — пространственная композиция на фасаде Центра Мейерхольда, г. Москва
- 2003 — работы над художественным оформлением Дома Приемов МО РФ
- 2004 — работы над художественным оформлением Конькобежного стадиона в Крылатском, г. Москва
- 2007 — фонтан у Рижского вокзала (в соавторстве с М. Красильниковой)
- 2010 работы над художественным оформлением концертно-зрелищного Центра в г. Ярославль

С 1956 года участвовал во Всесоюзных, Республиканских и Московских выставках.
Участие в выставках:
- 1956—2012 постоянный участник московских, зональных, всероссийских и всесоюзных выставок
- 1980 выставка монументального искусства СССР в г. Гаване, Куба
- 1981 выставка в зале на Вавилова совместно с И. Лавровой, г. Москва
- 1987 групповая выставка в зале на Кузнецком 11 совместно с А. Дилендорфом, И. Лавровой, М. Элькониной
- 1990 групповая выставка совместно с А. Ишином, Г. Ишиной, И. Лавровой, М. Элькониной, И. Орловым в г. Бостон, США
- 1991 выставка живописи в залах ЦДХ, г. Москва
- 1993 групповая выставка совместно с Е. Аблиным, В. Лемпортом, Н. Силисом, ЦДХ, г. Москва
- 1996 персональная выставка в зале на Беговой, г. Москва
- 2001 персональная выставка в зале на Беговой, г. Москва
- 2007 выставка в г. Ярославль совместно с М. Красильниковой
- 2008 выставка в г. Липецк совместно с М. Красильниковой
- 2009 выставка живописи в г. Харбин, КНР
- 2012 выставка в залах РАХ совместно с М. Красильниковой, г. Москва

Похоронен на Троекуровском кладбище в Москве.